# یدک
یدک یا ایگ، روستایی از توابع بخش مرکزی شهرستان قوچان در استان خراسان رضوی ایران است.
این روستا در ۴۵ کیلومتری شمال شرق قوچان واقع شده‌است و سرچشمه شاخه اصلی رودخانه اترک در این روستا واقع شده‌است.
شغل مردم روستا بیشتر کشاورزی و دامداری است.
از مناطق دیدنی این روستا می‌توان به آرامگاه امامزاده حجی، دره زیبای یدک، آبشار زیو، آبشار گول و چشمه‌های متعدد واقع در دامنه رشته کوه‌های هزارمسجد اشاره کرد.

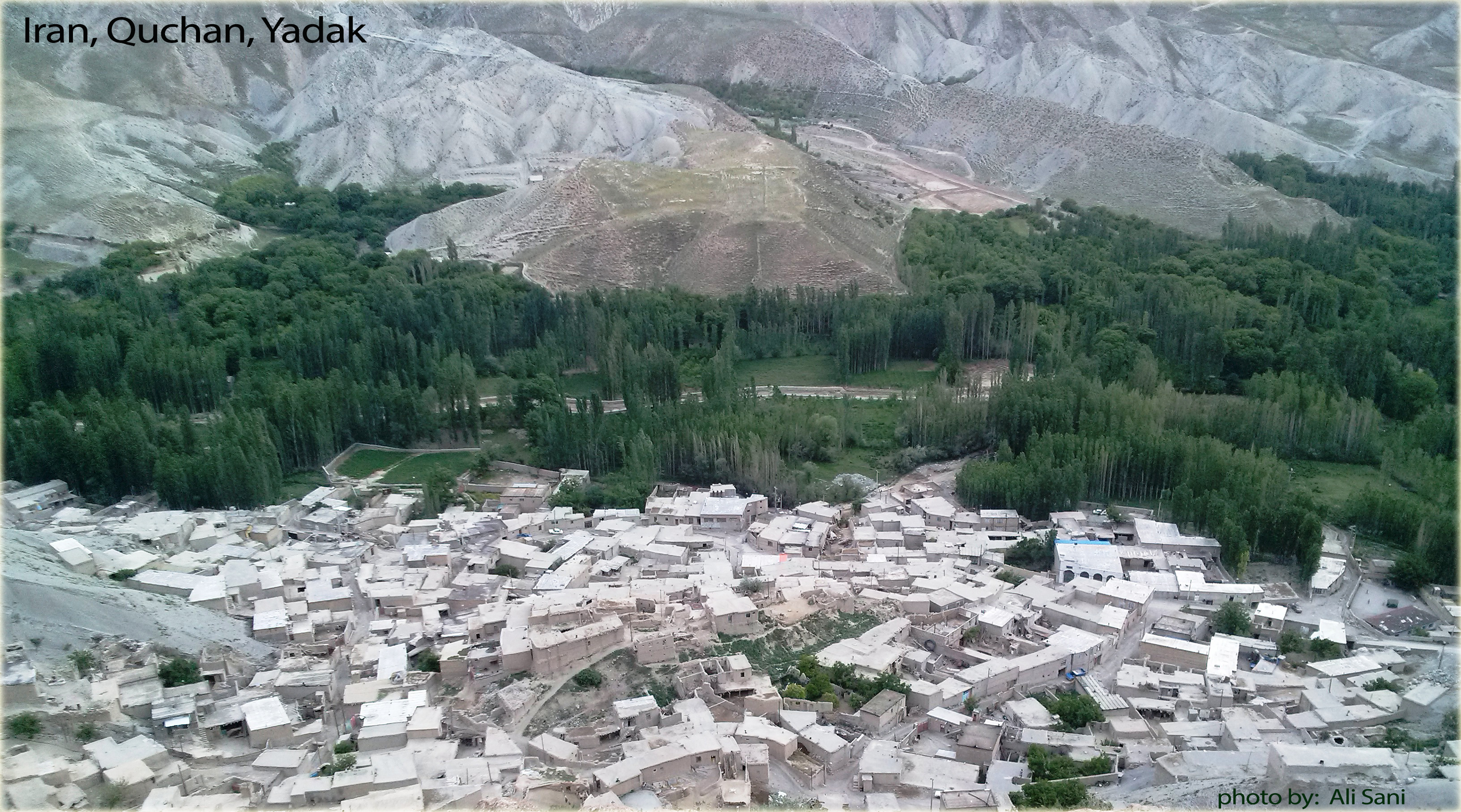
روستای یدک

آب و هوای روستا کوهستانی و سرد است.

## جمعیت

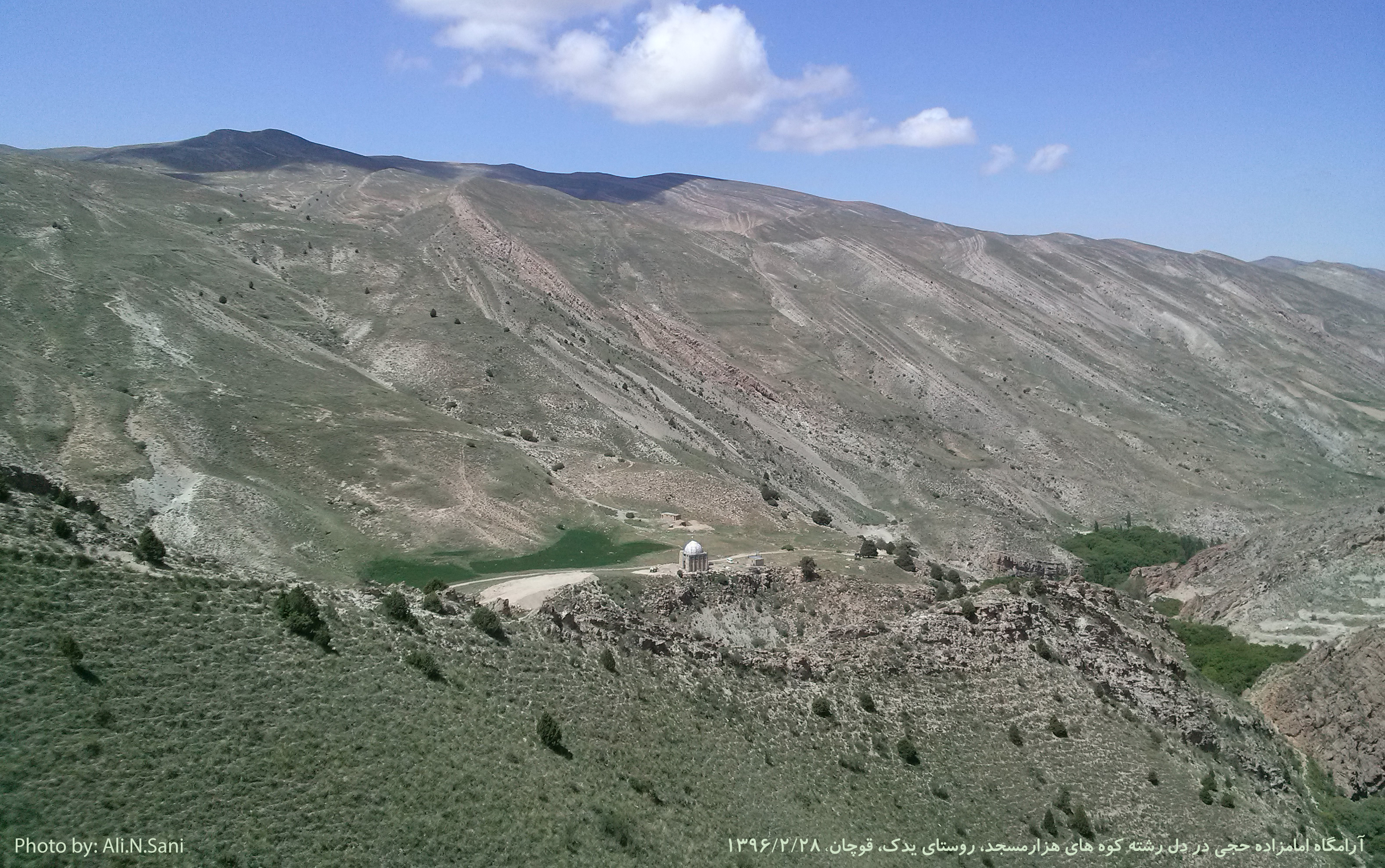
امام زاده حجی واقع در روستای یدک قوچان در دامنه رشته کوه‌های هزارمسجد

روستای یدک در دهستان شیرین‌دره قرار دارد و بر اساس سرشماری سال 1395 جمعیت آن 1731 نفر (552 خانوار) بوده‌است.
مستند روستای یدک تیرماه 99 -(برنامه نسیم آبادی)
https://www.aparat.com/v/esZNo